# Igor Bezinović
Igor Bezinović (Rijeka, 21. srpnja[nedostaje izvor] 1983.) hrvatski je redatelj i scenarist, višestruki dobitnik domaćih nagrada za dokumentarne filmove Blokada i Veruda, te dobitnik međunarodnih priznanja za film Fiume o morte!  Bezinovićevi radovi su bili prikazivani na međunarodnim filmskim festivalima događanjima poput IFF Rotterdam, DOK Leipzig, IDFF Jihlava, CPH:DOX, Kurzfilmtage Winterthur, Bijenale mladih umjetnika Europe i Mediterana, Bijenale arhitekture u Veneciji (s Hrvoslavom Brkušić za Pulsku grupu), Museum of the Moving Image i Guanajuato IFF. 
Studirao je i diplomirao Filmsku i TV režiju na Akademiji dramske umjetnosti u Zagrebu te filozofiju, sociologiju i komparativnu književnost na Filozofskom fakultetu u Zagrebu. Predaje na Akademiji dramske umjetnosti.

## Nagrade
- Oktavijan za najbolji hrvatski dokumentarac (Blokada 2012. godine i Veruda 2015. godine)
- Velika zlatna arena za najbolji hrvatski dugometražni igrani film u 2017 (Kratki izlet),
- Glavna nagrada glavnog natjecateljskog programa – Tiger (Fiume o morte!)
- Nagrada Međunarodnog udruženja filmskih kritičara FIPRESCI na 54. izdanju Međunarodnog filmskog festivala u Rotterdamu (Fiume o morte!)